# L'ambasciata
L'ambasciata (La embajada) è una serie televisiva spagnola composta da undici episodi trasmessi dal 25 aprile all'11 luglio 2016 su Antena 3.
In Italia la serie è andata in onda su Rai 1 in cinque parti della durata di 103 minuti circa dal 1º al 29 agosto 2017.

## Trama
Luis Salinas è il nuovo ambasciatore spagnolo in Thailandia e arriva con la sua famiglia con l'intenzione di ripulire qualsiasi traccia di corruzione e malaffare. Il nuovo inizio lavorativo corrisponde alla fine della sua famiglia: la moglie Claudia inizia una relazione con Carlos, un giovane che si rivela essere il fidanzato della figlia Ester che nasconde alcuni segreti. Ester invece si innamora di Roberto, il fratello di Eduardo, il consigliere dell'ambasciata, colui che organizza e guida tutti gli affari sporchi all'interno di essa con l'aiuto di altri dipendenti come la segretaria Patricia e l'amante Sara.

## Episodi
| Stagione       | Episodi | Prima TV Spagna | Prima TV Italia |
| -------------- | ------- | --------------- | --------------- |
| Prima stagione | 11      | 2016            | 2017            |

| nº | Titolo originale                 | Titolo italiano        | Prima TV Spagna | Prima TV Italia |
| -- | -------------------------------- | ---------------------- | --------------- | --------------- |
| 1  | La mano en el fuego              | Nella tana del lupo    | 25 aprile 2016  | 1º agosto 2017  |
| 2  | Todo tiene un precio             | Nella tana del lupo    | 2 maggio 2016   | 1º agosto 2017  |
| 3  | Tolerancia cero                  | Tolleranza zero        | 9 maggio 2016   | 8 agosto 2017   |
| 4  | Defina corrupción                | Tolleranza zero        | 16 maggio 2016  | 8 agosto 2017   |
| 5  | Dinero público                   | I misteri di Bangkok   | 23 maggio 2016  | 15 agosto 2017  |
| 6  | Diecisiete cuentas en el paraíso | I misteri di Bangkok   | 30 maggio 2016  | 15 agosto 2017  |
| 7  | La filtración                    | Un'apparente normalità | 6 giugno 2016   | 22 agosto 2017  |
| 8  | Lluvia de millones               | Un'apparente normalità | 20 giugno 2016  | 22 agosto 2017  |
| 9  | Todo está grabado                | Il teatro della verità | 27 giugno 2016  | 29 agosto 2017  |
| 10 | No lo recuerdo, señoría          | Il teatro della verità | 4 luglio 2016   | 29 agosto 2017  |
| 11 | Quid pro quo                     | Il teatro della verità | 11 luglio 2016  | 29 agosto 2017  |